# Tommy Stinson
Thomas Eugene Stinson, detto Tommy (Minneapolis, 6 ottobre 1966), è un bassista statunitense, membro fondatore del gruppo rock The Replacements di Paul Westerberg negli anni 1980.

## Biografia
Stinson aveva appena dodici anni quando si unì al fratello Bob, a Paul Westerberg e a Chris Mars per costituire i Replacements. Suonò il basso nel gruppo fino al loro scioglimento nel 1991.
Dopo la fine dei Replacements, Tommy Stinson formò i Bash and Pop, progetto che ebbe vita breve, e poi i Perfect, il cui album del 1997 Seven Days a Week non fu distribuito per problemi della casa discografica. Nel 1998 si unì ai Guns N' Roses.
Rocker vecchio stile, con massicce influenze punk, Stinson ha pubblicato nel 2004 il suo primo album solista Village Gorilla Head, che molti ritengono uno dei migliori album rock degli ultimi 10 anni. Nello stesso anno venne finalmente distribuito anche l'album dei Perfect registrato nel 1997, con il nuovo titolo di Once Twice Three Times a Maybe.
Stinson, oltre ai propri lavori, si occupa anche di altri artisti avendo prodotto l'album di esordio dei Bobot Adrenaline, giovane band punk statunitense.
Successivamente ha collaborato con i Soul Asylum dopo la scomparsa del bassista Karl Mueller, aiutandoli a completare il loro ultimo album ed esibendosi in alcune date con loro
Infine, è in uscita il film Tutte le cose che non sai di lui, con Jennifer Garner, in cui Stinson ha contribuito per la colonna sonora.